# Буавр-ла-Валле
Буавр-ла-Валле (фр. Boivre-la-Vallée) — муніципалітет у Франції, у регіоні Нова Аквітанія, департамент В'єнна. Буавр-ла-Валле утворено 1 січня 2019 року шляхом злиття муніципалітетів Бенассе, Ла-Шапель-Монтрей, Лавоссо i Монтрей-Боннен. Адміністративним центром муніципалітету є Лавоссо. Населення — 3058 осіб (01.01.2021).